# Contea di Sumter (Carolina del Sud)
La contea di Sumter (in inglese Sumter County) è una contea dello Stato della Carolina del Sud, negli Stati Uniti. La popolazione al censimento del 2000 era di 104 646 abitanti. Il capoluogo di contea è Sumter.

## Geografia
La contea si trova nel centro-est dello Stato. A ovest il confine è segnato dal fiume Wateree. La contea è attraversata anche dai fiumi Black e Pocotaligo. Si tratta di un territorio prevalentemente pianeggiante. Poco distante da Sumter, il capoluogo, sorge la Shaw Air Force Base.

### Contee confinanti
- Contea di Lee - nord
- Contea di Florence - est
- Contea di Clarendon - sud
- Contea di Calhoun - sud-ovest
- Contea di Richland - ovest
- Contea di Kershaw - nord-ovest

## Storia
La regione era abitata da nativi Wateree di lingua Siouan. La contea fu creata nel 1800 e fu chiamata così in onore del generale Thomas Sumter.

## Comuni
L'unica city è Sumter, il capoluogo.

### Towns
- Mayesville
- Pinewood
- Rembert

### Census-designated places
- Cane Savannah
- Cherryvale
- Dalzell
- East Sumter
- Lakewood
- Millwood
- Mulberry
- Oakland
- Oswego
- Privateer
- Shiloh
- South Sumter
- Stateburg
- Wedgewood